# Безмен, Виктор Николаевич
Виктор Николаевич Безмен (бел. Віктар Мікалаевіч Бязмен; 26 ноября 1961, Сеница) — советский и белорусский футболист, защитник. После завершения карьеры футболиста работал тренером молодёжного состава витебского клуба СДЮШОР-Двина.

## Карьера
Молодёжную карьеру провёл в минском «Динамо». Профессиональную карьеру начал в 1982 году в столичном клубе «Орбита». С 1984 по 1997 года выступал за «Витязь» / КИМ / «Двину» / «Локомотив-96». Карьеру завершил в 1999 году, выступая за перволиговый клуб «Динамо-Энергогаз».

## Карьера за сборную
Дебют за национальную сборную Беларуси состоялся 31 июля 1996 года в товарищеском матче против сборной Литвы, где Безмен был капитаном команды. Всего он провёл за сборную 4 матча.

## Достижения
- Серебряный призёр чемпионатов Беларуси (2): 1993, 1995.
- Бронзовый призёр чемпионатов Беларуси (2): 1994, 1997[2].